# El buen pastor (película de 2006)
El buen pastor es una película estadounidense de 2006, dirigida por Robert De Niro. 

## Argumento
Esta película narra la vida de Edward Wilson, un universitario que formó parte de los fundadores de la CIA. Se trata de una historia verídica de la vida del Skull & Bones, James Jesús Angleton, y sus cuarenta años de carrera a través de la Guerra Fría. El film muestra los problemas emocionales sufridos por él y su familia a lo largo de su existencia debido al intento permanente de compatibilizar su gris y oscura vida familiar con su arriesgada profesión.

## Reparto
- Matt Damon, como Edward Wilson.
- Angelina Jolie, como Margaret 'Clover' Russell.
- Michael Gambon, como Dr. Fredericks.
- John Turturro, como Ray Brocco.
- William Hurt, como Phillip Allen.
- Robert De Niro, como Bill Sullivan.
- Eddie Redmayne, como Edward Wilson Jr.
- Tammy Blanchard, como Laura.
- Mark Ivanir, como Valentin Mironov / Yuri Modin.
- John Sessions, como Valentin Mironov #2.
- Martina Gedeck, como Hanna Schiller.
- Alec Baldwin, como Sam Murach.
- Lee Pace, como Richard Hayes.
- Oleg Shtefanko, como Ulysses / Stas Siyanko.
- Billy Crudup, como Arch Cummings.
- Keir Dullea, como Senador John Russell, Sr.
- Joe Pesci, como Joseph Palmi.
- Timothy Hutton, como Thomas Wilson.
- Gabriel Macht, como John Russell, Jr.

## Hechos reales
Es una película de ficción basada en acontecimientos reales y se publicitó como que narra la historia inédita del nacimiento de la contrainteligencia en la CIA. El principal personaje de la película, Edward Wilson (Matt Damon), está basado en James Jesus Angleton y Richard M. Bissett. El personaje de William Hurt, Phillip Allen, se basa en Allen Dulles, mientras que el General Bill Sullivan, interpretado por Robert De Niro, se basa en el General de División (Major General) William Joseph Donovan.